# 고지 (센고쿠 시대)
고지(弘治, こうじ)는 일본의 연호(元号) 중 하나이다.
- 전후 : 덴분(天文) 이후 - 에이로쿠(永禄) 이전.
- 시기 : 1555년 ~ 1557년
- 천황 : 고나라 천황, 오기마치 천황
- 쇼군 : 무로마치 막부의 아시카가 요시테루

## 개원(改元)
- 덴분24년 10월 23일(율리우스력 1555년 11월 7일), 전란과 천재지변을 이유로 개원.
- 고지4년 2월 28일 (율리우스력 1558년 3월 18일), 에이로쿠로 개원된다.

## 출전
『북제서(北斉書)』의 「祇承宝命、志弘治体」.

## 고지 시기에 일어난 일
- 원년
  - 1월 : 아키의 다이묘・모리 모토나리와 스오의 다이묘 스에 하루카타의 영토분쟁이 발생한다.
  - 11월 : 모리군이 스에군을 이쓰쿠시마 전투에서 격파한다. 스에 하루카타는 자살하고 모리 모토나리는 쥬고쿠를 제패한다.
  - 다케다 신겐과 우에스기 겐신의 군대가 시나노의 가와나카지마(사이강과 지쿠마강의 합류점)에서 대치한다. 그리고 그 유명한 가와나카지마 전투가 발발.
- 2년
  - 모리씨의 이와미정벌에 의해 오모리 은광이 모리 가문 수중에 들어간다.
- 3년
  - 9월 5일 : 고나라 천황이 62세를 일기로 사망하다.

## 서력과의 대조
| 고지 | 원년   | 2년    | 3년    | 4년    |
| ---- | ------ | ------ | ------ | ------ |
| 서력 | 1555년 | 1556년 | 1557년 | 1558년 |
| 간지 | 을묘   | 병진   | 정사   | 무오   |

## 같이 보기
- 일본의 연호 일람
- 홍치(弘治) : 명나라의 연호 (1488년 ~ 1505년). 조선에서도 쓰였다 (성종 19년 ~ 연산군 11년).

| 이전 덴분 | 일본의 연호 1555년 ~ 1558년 | 다음 에이로쿠 |